# Combat de Laignelet
Chouannerie
Batailles
Le combat de Laignelet se déroule le 12 septembre 1795 pendant la chouannerie.

## Prélude
Le déroulement de ce combat est rapporté par l'officier chouan Toussaint du Breil de Pontbriand, dans ses mémoires, qui le place à la date du 12 septembre 1795,. D'après son récit, Joseph Boismartel, dit Joli-Cœur, reçoit l'ordre d'Aimé Picquet du Boisguy de surveiller la route de Fougères à Louvigné-du-Désert,,.
Selon Pontbriand, il prend position au village du Fief-Fourgon, ou Fief-Chauvin, dans la paroisse de Laignelet,,. Cependant Fief-Fourgon se trouvant en réalité sur le territoire de la commune de Fleurigné, il pourrait plutôt s'être placé à la Cour-Gelée, entre Fougères et Laignelet, qui semble être mieux située comme poste d'observation,,.

## Forces en présence
D'après Pontbriand, Boismartel est à la tête de 140 hommes lors de cette action, tandis que le républicains sont au nombre de 250,,.

## Déroulement
Selon le récit de Pontbriand, les chouans, bien que postés près de Fougères, négligent de s'entourer de gardes et se font surprendre par les républicains,,. Ils se défendent « assez bien » pendant une heure, puis ils sont culbutés et mis en fuite,,. 
L'historien Christian Le Bouteiller indique que, d'après des souvenirs recueillis à Fougères au XIXe siècle, un combat se serait déroulé à la Cour-Gelée, dans lequel 300 à 400 hommes auraient été engagés. L'affaire aurait été peu meurtrière. Un chef, nommé Rault, aurait été blessé et aurait trouvé refuge dans le grenier de la chapelle.

## Pertes
Selon Pontbriand, les pertes des chouans sont d'un homme tué et de huit blessés, tandis que les républicains ne déplorent aucune perte,,.